# Nattens onda ögon

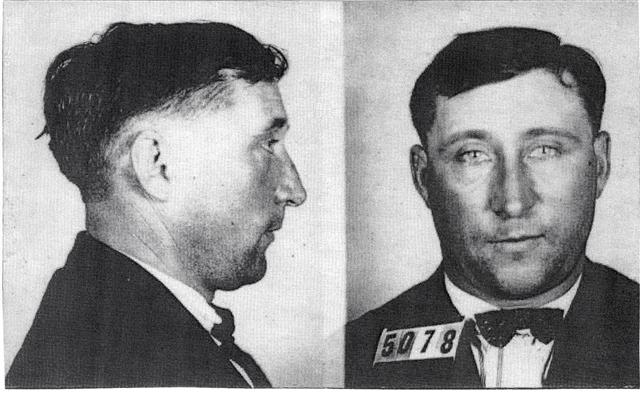
Seriemördaren Harry Powers stod som inspiration till romanens huvudkaraktär Harry Powell.

Nattens onda ögon (originaltitel: The Night of the Hunter) är en roman från 1953 av den amerikanske författaren Davis Grubb. På svenska kom en översättning 1955 av Torsten Blomkvist på Bonniers förlag.
Romanen är baserad på det verkliga fallet med seriemördaren Harry Powers som mördade kvinnor för deras pengar efter att först ha tagit kontakt med dem via kontaktannonser.
Romanen filmatiserades 1955 av Charles Laughton med bland andra Robert Mitchum och Shelley Winters i rollerna.

## Handling
Ex-fången Harry Powell intog en bedräglig roll som fängelsepräst medan han avtjänade sitt straff, och innan han släpptes ut i det fria så tog han del av information från en senare avliden medfånge angående gömda pengar. Powell söker upp medfångens änka Willa Harper och lurar henne till att gifta sig med honom, med avsikten att komma närmare hennes barn som han hoppas ska berätta för honom var deras pappa gömt pengarna från sitt sista bankrån.